# Zduny (Grande Polonia)
Zduny è un comune urbano-rurale polacco del distretto di Krotoszyn, nel voivodato della Grande Polonia.
Ricopre una superficie di 85,2 km² e nel 2004 contava 6 883 abitanti.